# 阿尔巴诺湖
阿尔巴诺湖（義大利語：Lago Albano）是意大利首都罗马东南部，阿爾班山中的一座火山口湖，由两个呈椭圆状的古火山口形成。湖泊海拔293米，面积5平方公里，最深深度170米。湖水由地下水补给，通过人工河道排水。湖泊沿岸为度假胜地，其中甘多尔福堡为教宗避暑地。1960年罗马奥运会时，阿尔巴诺湖为皮划艇和赛艇的比赛场地。